# کانادا وست ایرلاینز
کانادا وست ایرلاینز (به انگلیسی: Canada West Airlines) یک شرکت هواپیمایی است که در تاریخ ۲۰۰۲ میلادی تأسیس شده است.